# Untertrogen
Untertrogen (westallgäuerisch: Drogə oder uf Trogə) ist ein Gemeindeteil des Markts Weiler-Simmerberg im  bayerisch-schwäbischen Landkreis Lindau (Bodensee).

## Geographie
Das Dorf liegt circa zwei Kilometer südlich des Hauptorts Weiler im Allgäu und zählt zur Region Westallgäu. Südwestlich des Orts befindet sich das Naturschutzgebiet Trogener Moore, nordöstlich die Hausbachklamm.

## Ortsname
Der Ortsname setzt sich aus dem Personennamen Trogo sowie der relativen Lage zu Obertrogen zusammen.

## Geschichte
Untertrogen wurde erstmals im Jahr 1569 als Undertrogen urkundlich erwähnt. Im Jahr 1771 wurde die Vereinödung in Untertrogen abgeschlossen.
Im Jahr 1605 wurde die Trogener Mühle – eine Mahl- und Sägemühle, später Gastwirtschaft – in der Hausbachklamm erwähnt. 1894 wurde der Mühlbetrieb eingestellt. 1903 wurde sie um eine Badeanstalt erweitert. Im Jahr 1971 brannte die Mühle, auch Wirt vom Trogner Lo(ch) genannt, ab.

## Persönlichkeiten
- Franz Anton Schneider (1777–1820), Rechtsanwalt, Freiheitskämpfer und 1809 Oberbefehlshaber der Vorarlberger Volkserhebung